# Макфарланд (Канзас)
Макфарланд (енгл. McFarland) град је у америчкој савезној држави Канзас.

## Демографија
По попису из 2010. године број становника је 256, што је 15 (-5,5%) становника мање него 2000. године.
| Група             | 2000.       | 2010.       |
| Белци             | 264 (97,4%) | 236 (92,2%) |
| Афроамериканци    | 1 (0,4%)    | 0 (0,0%)    |
| Азијати           | 0 (0,0%)    | 0 (0,0%)    |
| Хиспаноамериканци | 3 (1,1%)    | 12 (4,7%)   |
| Укупно            | 271         | 256         |